# Rivière Lessard (rivière Chaudière)
Pour les articles homonymes, voir Lessard.
La rivière Lessard est un affluent de la rive ouest de la rivière Chaudière laquelle coule vers le nord pour se déverser sur la rive sud du fleuve Saint-Laurent. Elle coule dans les municipalités de Saint-Séverin (MRC de Beauce-Centre) et de Vallée-Jonction (municipalité régionale de comté (MRC) de La Nouvelle-Beauce), dans la région administrative de Chaudière-Appalaches, au Québec, au Canada.

## Géographie
Les principaux bassins versants voisins de la rivière Lessard sont :
- côté nord : rivière Nadeau, rivière Savoie, rivière Chaudière ;
- côté est : rivière Chaudière ;
- côté sud : rivière Cliche, ruisseau des Castors, ruisseau des Ormes, rivière des Fermes, rivière du Cinq ;
- côté ouest : ruisseau du Troisième Rang, rivière Filkars, rivière Palmer Est.

La rivière Lessard prend sa source sur le versant nord d'une montagne située dans la partie sud-ouest de la municipalité de Saint-Séverin. Cette zone de tête est située à 5,9 km au nord-ouest du centre du village de Saint-Frédéric, à 5,6 km au nord-ouest du centre du village de Tring-Jonction, à 2,2 km à l'est du centre du village de Saint-Séverin et à 10,4 km à l'ouest de la rivière Chaudière.
À partir de sa source, la rivière Lessard coule presque à la limite de l'ancienne seigneurie Sainte-Marie, sur 14,4 km répartis selon les segments suivants :
- 2,6 km vers le nord, puis vers l'est, dans la municipalité de Saint-Séverin, jusqu'au chemin du Premier rang ;
- 4,9 km vers le nord-est, jusqu'au chemin du rang Saint-Olivier ;
- 2,0 km vers le nord-est, jusqu'au chemin du rang Saint-Jacques ;
- 1,9 km vers le nord-est, jusqu'à la limite de la municipalité de Saint-Joseph-des-Érables ;
- 3,0 km vers l'est, jusqu'à sa confluence.

La « chute à Corinne » se situe à environ trois kilomètres en amont de sa confluence ; puis la rivière coule dans une étroite vallée entre des coteaux formés de matériaux finiglaciaires, caractérisant cette partie de la Beauce. Plusieurs carrières de gravier et de sable exploitent cette ressource naturelle.
La rivière Lessard se déverse sur la rive ouest de la rivière Chaudière, dans Saint-Joseph-des-Érables. Cette confluence est située à 2,1 km en aval du pont du village de Vallée-Jonction et à 8,1 km en amont du pont de Sainte-Marie-de-Beauce.

## Toponymie
Ce cours d'eau était initialement désigné "Rivière du Tabord" selon un document de 1785, désignation énigmatique qui rappelle peut-être le mont Tabor ou Thabor, montagne de Basse Galilée où s'est produite la transfiguration du Christ.
L'appellation actuelle évoque les familles Lessard qui ont été nombreuses à posséder des lots de terre à proximité de ce cours d'eau. Dès 1819, les deux seigneurs Taschereau, de Sainte-Marie et de Jolliet, y construisaient un moulin à farine sur la terre de François Lessard. Ultérieurement, ce toponyme est constamment en usage dans les documents et sur les cartes de ce secteur.
Le toponyme "rivière Lessard" a été officialisé le 5 décembre 1968 à la Commission de toponymie du Québec.